# Heiko Pinkowski

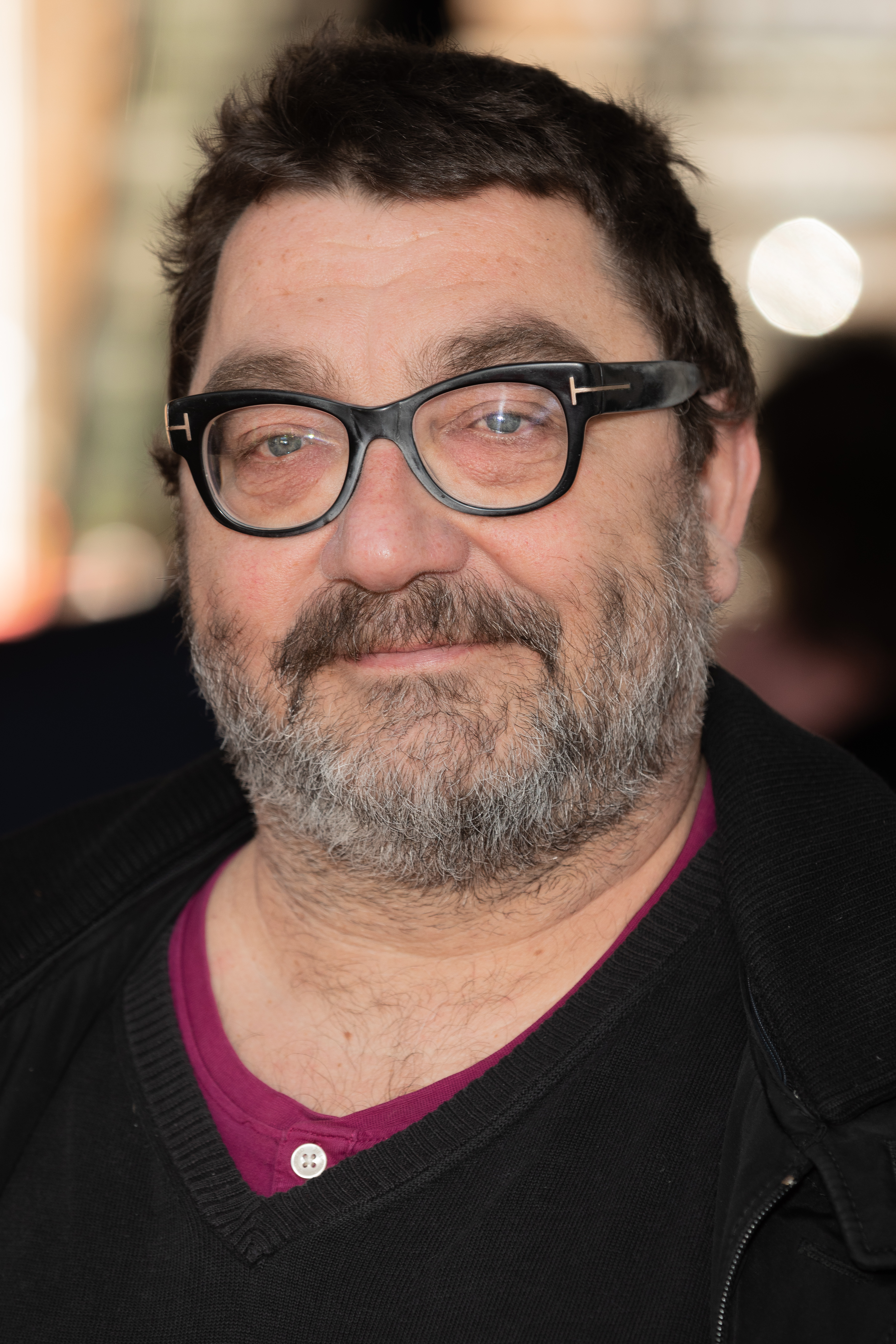
Heiko Pinkowski (2019)

Heiko Pinkowski (* 8. Oktober 1966 in Hüls, Nordrhein-Westfalen) ist ein deutscher Schauspieler, Drehbuchautor und Filmproduzent.

## Leben
Nach dem Abitur 1988 und abgebrochenen Studien des Bauingenieurwesens, der Germanistik und Philosophie arbeitete Heiko Pinkowski unter anderem als Bauzeichner, Krankenpflegehelfer, Schweißer, Lkw-Fahrer, Druckvorlagenhersteller und Schwerstkörperbehindertenpfleger.
Seit seiner Jugend begeisterte er sich fürs Theater. Er spielte am Kinder- und Jugendtheater der Stadt Krefeld KRESCH und kam ohne den Besuch einer Schauspielschule zum Stadttheater Krefeld, an die Studiobühne Köln und das Schillertheater in Berlin. 1994 legte er die Bühnenreifeprüfung ab. Im Anschluss daran folgten Anstellungen an der Bauhausbühne in Dessau und von 1995 bis 2001 ein Festengagement am Theater der Landeshauptstadt Magdeburg. 2001 zog Heiko Pinkowski mit seiner Familie nach Berlin, wo er seitdem als freier Schauspieler und Produzent auf der Bühne und vor und hinter der Kamera arbeitet.
Im Jahr 2011 gründete Heiko Pinkowski mit dem Kameramann Dennis Pauls, der Produzentin Anne Baeker und dem Regisseur Axel Ranisch die Filmproduktionsfirma Sehr gute Filme. Als erste Produktionen der Firma entstanden der No-Budget-Film Dicke Mädchen und der Kinderfilm Reuber, beide unter der Regie von Axel Ranisch. Mit Dicke Mädchen konnte Heiko Pinkowski als Darsteller, Ko-Autor und Produzent internationale Festivalerfolge feiern und zahlreiche Auszeichnungen sammeln.
Beim Filmfestival Max Ophüls Preis 2013 erhielten zudem die Filme Kohlhaas oder die Verhältnismäßigkeit der Mittel und Stufe Drei, sowie Schrotten! im Jahr 2016, in denen er als Darsteller mitwirkte, die Publikumspreise.

## Filmografie (Auswahl)

### Kino
- 2007: Sechs tote Studenten (Regie: Rosa von Praunheim)
- 2007: Jagdhunde (Regie: Ann-Kristin Reyels)
- 2008: Der will nur spielen (Kurzfilm, Regie: Axel Ranisch)
- 2009: Ganz nah bei Dir (Regie: Almut Getto)
- 2010: Die Friseuse (Regie: Doris Dörrie)
- 2011: Dicke Mädchen (Darsteller, Drehbuch, Produktion; Regie: Axel Ranisch)
- 2012: Puppe, Icke & der Dicke (Regie: Felix Stienz)
- 2012: Kohlhaas oder die Verhältnismäßigkeit der Mittel (Regie: Aron Lehmann)
- 2013: Stufe Drei (Kurzfilm, Regie: Nathan Nill)
- 2013: Reuber (Darsteller, Drehbuch, Produktion; Regie: Axel Ranisch)
- 2013: Ich fühl mich Disco (Regie: Axel Ranisch)
- 2013: Vis-à-vis (Regie: Siniša Galic)
- 2015: Alki Alki (Darsteller, Drehbuch, Produktion; Regie: Axel Ranisch)
- 2015: Heil (Regie: Dietrich Brüggemann)
- 2015: Ich bin dann mal weg (Regie: Julia von Heinz)
- 2016: Die Hände meiner Mutter (Regie: Florian Eichinger)
- 2016: Rico, Oskar und der Diebstahlstein (Regie: Neele Vollmar)
- 2016: Die letzte Sau (Regie: Aron Lehmann)
- 2016: Schrotten!  (Regie: Max Zähle)
- 2017: Tigermilch (Regie: Ute Wieland)
- 2017: Die Vierhändige (Regie: Oliver Kienle)
- 2017: Lux – Krieger des Lichts (Regie: Daniel Wild)
- 2018: Das schönste Mädchen der Welt (Regie: Aron Lehmann)
- 2019: Cleo (Regie: Erik Schmitt)
- 2020: Freak City (Regie: Andreas Kannengießer)
- 2021: Die Schule der magischen Tiere
- 2022: Die Schule der magischen Tiere 2
- 2022: Orphea in Love
- 2024: Die Schule der magischen Tiere 3
- 2024: Dreißig Jahre an der Peitsche

### Fernsehen
- 2004: Stefanie – Eine Frau startet durch – Unversöhnlich (Fernsehserie)
- 2004: Tatort: Heimspiel (Fernsehreihe)
- 2005: Spiele der Macht – 11011 Berlin (Regie: Markus Imboden)
- 2005: Brautpaar auf Probe (Regie: Ben Verbong)
- 2006: Schonzeit (Regie: Sebastian Ko)
- 2006: Doppelter Einsatz – Seitensprung in den Tod (Regie: Peter Patzak; Fernsehserie)
- 2007: Der Butler und die Prinzessin (Regie: Sibylle Tafel)
- 2007: Dr. Psycho (Regie: Richard Huber; Fernsehserie)
- 2008: Doctor’s Diary (Regie: Sophie Allet-Coche; Fernsehserie)
- 2008: Ein starker Abgang (Regie: Rainer Kaufmann)
- 2008: Mein Schüler, seine Mutter & ich (Regie: Andreas Linke)
- 2008: Mordshunger (Regie: Robert A. Pejo)
- 2008: Die Lüge (Regie: Judith Kennel)
- 2009: SOKO Leipzig – Mordsache Jugendklub (Regie: Patrick Winczewski; Fernsehserie)
- 2009: Polizeiruf 110: Schweineleben (Regie: Eoin Moore; Fernsehreihe)
- 2009: Lenz (Regie: Andreas Morell)
- 2009: Barfuß bis zum Hals (Regie: Hansjörg Thurn)
- 2009: Alles was recht ist – Die italienische Variante (Regie: Peter Gersina; Fernsehreihe)
- 2009: Tatort: Häuserkampf
- 2010: Mord mit Aussicht (Regie: Thorsten Wacker; Fernsehserie)
- 2010: Kommissar LaBréa – Mord in der Rue St. Lazare (Krimireihe, Folge 2)
- 2010: Die Wanderhure (Regie: Hansjörg Thurn)
- 2011: Marie Brand und die letzte Fahrt (Regie: Marcus Weiler; Fernsehreihe)
- 2012: Idiotentest (Regie: Thomas Nennstiel)
- 2012: Ein starkes Team – Eine Tote zuviel (Fernsehreihe)
- 2012: Marie Brand und das Lied von Tod und Liebe
- 2012: Tatort: Wegwerfmädchen (Regie: Franziska Meletzky)
- 2012: Tatort: Das goldene Band
- 2013: Helmut Schmidt (Regie: Ben von Grafenstein)
- 2014: Danni Lowinski (Regie: Richard Huber)
- 2014: Josephine Klick (Regie: Annette Ernst)
- 2014: Donna Leon – Reiches Erbe (Regie: Sigi Rothemund; Fernsehreihe)
- 2014: Die Fahnderin (Regie: Züli Aladag)
- 2014: Engel unter Wasser – Ein Nordseekrimi (Regie: Michael Schneider)
- 2014: Von einem der auszog, das Fürchten zu lernen (Regie: Tobias Wiemann)
- 2014: Siebenstein – Der Zauberspiegel (Regie: Wolf-Armin Lange)
- 2015: Einer für alle, alles im Eimer (Regie: Maurus vom Scheidt)
- 2015: Löwenzahn – Skarabäus (Regie: Axel Ranisch)
- 2016: Shakespeares letzte Runde (Regie: Achim Bornhak)
- 2016: Schlimmer geht immer (Regie: Kai Meyer-Ricks)
- 2016: Lotzmann und das große Ganze (Regie: Axel Ranisch)
- 2016: Stralsund – Vergeltung (Regie: Lars-Gunnar Lotz)
- 2017: Bettys Diagnose (Regie: diverse)
- 2017: Katharina Luther (Regie: Julia von Heinz)
- 2017: Kommissar Marthaler – Die Sterntaler-Verschwörung (Regie: Züli Aladağ)
- 2017: Kroymann (Satiresendung, 1 Folge)
- 2018: Chaos-Queens: Ehebrecher und andere Unschuldslämmer
- 2018: Tatort: Waldlust (Regie: Axel Ranisch)
- 2019: Endlich Witwer
- 2019: Tatort: Die harte Kern (Regie: Helena Hufnagel)
- 2019: Johannes Kepler, der Himmelsstürmer (Doku-Spielfilm)
- 2020: Werkstatthelden mit Herz
- 2021: SOKO Potsdam: Zu deinem Schutz (Fernsehserie)
- 2021: All In (Fernsehserie)
- 2021: Großstadtrevier: St. Pauli, 06:07 Uhr (Fernsehserie)
- 2022: Zitterinchen (Regie: Luise Brinkmann)
- 2022: Tatort: Gier und Angst
- 2022: Malibu – Camping für Anfänger (Regie: Luise Brinkmann)
- 2022: Malibu – Ein Zelt für drei (Regie: Luise Brinkmann)
- 2023: Malibu – Schwesterherzen (Regie: Luise Brinkmann)
- 2023: Malibu – Küss den Frosch (Regie: Luise Brinkmann)
- 2023: Malibu – Mein Traum, dein Traum (Regie: Philipp Eichholtz)
- 2023: Morden im Norden: Harte Kerle (Fernsehserie)
- 2024: Doppelhaushälfte (Fernsehserie)
- 2025: Die Beschatter: Der Coup (Fernsehserie)

## Theater/Oper (Auswahl)
- 1987: Der Frieden (Jugendtheater Krefeld) – Regie: Inge Brand
- 1990: Klassenfeind Theater Krefeld und Mönchengladbach – Regie: Matthias Hartmann
- 1993: Über die Mandelbrotmenge (Schillertheater Berlin) – Regie: Ulrich Zieger, Justus Carriére
- 1997: Pandora (Bauhaus Dessau) – Regie: Jens Mehrle
- 1999: Faust Theater Magdeburg – Regie: Helmut Palitsch
- 2001: Shoppen und Ficken Theater Magdeburg – Regie: Anja Niemann
- 2003: Einfache Freuden (Prinzregenttheater Bochum) – Regie: Lutz Hübner
- 2004: Underground (Haus der Kulturen der Welt/U5) – Regie: Katzuko Watanabe
- 2010: Schuld und Sühne (Luzerner Theater) – Regie: Barbara-David Brüesch
- 2013: The Bear von William Walton & La voix humaine von Francis Poulenc (Bayerische Staatsoper) – Regie: Axel Ranisch
- 2014: George(UA) Komische Oper in drei Akten, Musik von Elena Kats-Chernin, Libretto von Axel Ranisch, KunstFestSpiele Herrenhausen – Regie: Axel Ranisch
- 2014: Tod eines Handlungsreisenden  am Theater Basel – Regie: Barbara-David Brüesch
- 2015: Pinocchio von Pierangelo Valtinoni an der Bayerischen Staatsoper – Regie: Axel Ranisch
- 2015: Gemetzel von Albert Ostermaier bei den Nibelungenfestspielen Worms – Regie:  Thomas Schadt
- 2018: Unendlicher Spaß nach David Foster Wallace in den Sophiensælen – Regie:  Thorsten Lensing

## Hörspiele und Hörbücher (Auswahl)
- 2017: Schweine-Heinz von Hermann Bohlen, Regie: Hermann Bohlen und Judith Lorentz (Länge: 49'37 Deutschlandfunk Kultur)
- 2021: Anton und Pepe – fünfteilige komödiantische Hörspielreihe von Axel Ranisch und Paul Zacher (NDR)[2]
- 2022: Die Experten –  Hörspielserie in 5 Folgen, Bearbeitung: Katrin Zipse, Regie: Judith Lorentz (Deutschlandfunk Kultur/NDR)

## Auszeichnungen (Auswahl)
- 2011: „Bestes Drehbuch“ und „Bester Filmtitel“ für Dicke Mädchen auf dem Kinofest Lünen
- 2012: Deutscher Kurzfilmpreis in der Kategorie Sonderpreis für Filme mit einer Laufzeit von mehr als 30 bis 78 Minuten für Dicke Mädchen[3]
- 2012: „Spirit of Slamdance Award“ in der Kategorie „Filmmaker Choice Award“ sowie „Special Jury Award“ für Dicke Mädchen beim Slamdance Film Festival in Park City, Utah
- 2012: achtung berlin | new berlin film award – Bester Spielfilm Dicke Mädchen
- 2012: Nominierung für den First Steps Award für Dicke Mädchen
- 2013: Queens World Film Festival, New York City – Bester Darsteller im Filmdrama Dicke Mädchen[4]
- 2013: Preis der Baskischen Schauspieler-Vereinigung für Ich fühl mich Disco beim Zinegoak International GLBT Film Festival (Bilbao, Spanien)
- 2014: Deutscher Schauspielerpreis 2014 in der Sektion Ensemble in einem Kinofilm für Kohlhaas oder die Verhältnismäßigkeit der Mittel
- 2015: Bester Film bei den Ahrenshooper Filmnächten für Alki Alki
- 2015: Europäisches Filmfestival Göttingen 2015: Publikumspreis – Göttinger Liesel für Alki Alki
- 2016: Nominierung für den Preis der deutschen Filmkritik in der Kategorie bester Kinderfilm 2015 für Reuber
- 2016: Publikumspreis und Preis der Jugendjury für Alki Alki auf dem Festival de Mauvais Genre in Tours
- 2017: Nominierung für den Grimme-Preis Spezial im Wettbewerb Fiktion für das Drehbuch zu Alki Alki